# Acanthopteroctetes bimaculata
Acanthopteroctetes bimaculata är en fjärilsart som beskrevs av Davis 1969. Acanthopteroctetes bimaculata ingår i släktet Acanthopteroctetes och familjen Acanthopteroctetidae. Inga underarter finns listade i Catalogue of Life.